# Дмитренко, Виктор Николаевич
Ви́ктор Никола́евич Дмитре́нко (род. 4 апреля 1991, Приморско-Ахтарск, Краснодарский край) — российский и казахстанский футболист, защитник клуба «Лит Энерджи». Выступал за сборную Казахстана.
Дмитренко является чемпионом Казахстана (2014) и обладателем кубка Казахстана (2012).

## Карьера

### Клубная
Футболом начал заниматься в 11 лет в клубе «Азовец», первым тренером был Сергей Рогозин, который затем и порекомендовал Виктора в интернат «Кубани», где он и продолжил футбольное образование в 2005 году. В интернате «Кубани» тренировался под руководством Игоря Калешина. В 2007 году попал в заявку клуба, однако, на поле так и не вышел. В 2008 году по приглашению тогдашнего тренера «Кубани» Александра Тарханова снова был заявлен в состав команды, на этот раз на турнир в Первом дивизионе.
3 ноября 2008 года Виктор дебютировал в основном составе, выйдя на замену Георгию Джиоеву на 75-й минуте матча 43-го тура первенства против клуба «Машук-КМВ». 6 ноября во второй раз сыграл за основу, выйдя на замену Роману Ленгиелу на 84-й минуте матча 44-го тура против владикавказской «Алании». В межсезонье 2009 года привлекался возглавлявшим тогда «Кубань» Сергеем Овчинниковым к играм основного состава, однако, в официальных матчах «Босс» его так и не выпустил на поле. Дебютировал в Премьер-лиге 29 ноября 2009 года, выйдя на замену Андрею Мурешану на 86-й минуте матча 30-го тура против казанского «Рубина». Помимо этого, провёл в том сезоне 24 матча за молодёжный состав клуба, в которых забил 1 мяч.
В сезоне 2010 года в основе не играл, 25 августа было объявлено, что Виктор продлил контракт с «Кубанью» и сразу отправился на правах аренды в кишинёвский «Зимбру» для получения дополнительной игровой практики. Дебютировал в составе «Зимбру» 11 сентября в матче чемпионата против другого кишинёвского клуба «Дачии». За сентябрь сыграл в трёх матчах команды, выйдя во всех них в основном составе, в этих встречах клуб одержал 2 победы и 1 раз сыграл вничью. Всего за время аренды провёл за «зубров» 10 матчей в чемпионате и 1 встречу в Кубке Молдавии, кроме того, 7 раз включался журналистами в символические сборные туров. В ноябре, после завершения срока аренды, вернулся в «Кубань». В 2011 году вновь был отдан в аренду, на этот раз в «Торпедо» из Армавира. Во втором дивизионе сыграл 14 матчей и вместе с командой занял второе место в таблице, но это не помогло «Торпедо» повыситься в классе.
В 2012 году в качестве свободного агента перешел в «Астану». Чтобы не считаться легионером, сразу же получил казахстанский паспорт. В первом сезоне сыграл 18 матчей и забил 2 мяча. В сезоне 2013 Дмитренко твёрдым игроком основного состава и помог команде завоевать серебряные медали чемпионата. 4 июля 2013 года дебютировал в еврокубках, в первом квалификационном раунде в матче с болгарским клубом «Ботев». 11 февраля 2014 года продлил контракт с «Астаной» на три года. В сезоне 2014 Дмитренко впервые стал чемпионом Казахстана и вместе с командой дошёл до раунда плей-офф Лиги Европы.

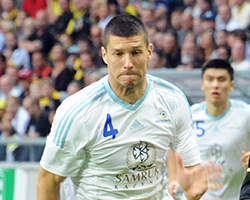
Дмитренко в составе «Астаны»

11 января 2015 года был отправлен в годичную аренду в «Актобе». Пропустил весь второй сбор команды из-за болей в колене, но сумел восстановиться к началу чемпионата. 15 марта 2015 года дебютировал в составе команды в гостевом матче с «Таразом», выйдя на замену вместо Данило Неко на 90-й минуте встречи. По окончании чемпионата «Актобе» занял третье место, провалив поставленные на сезон задачи. Дмитренко не смог завоевать место в основном составе команды, сыграв в 16 матчах.
В зимнее межсезонье 2016 года пополнил состав костанайского Тобола. 17 апреля дебютировал за команду в гостевом матче с «Астаной». Всего в чемпионате отыграл 18 матчей. Первую половину сезона 2017 Дмитренко провёл в «Тоболе», но проиграл борьбу за место в основном составе и был отправлен в аренду в карагандинский «Шахтёр». Помог клубу избежать вылета, сыграв 15 матчей в чемпионате. После окончания аренды Дмитренко вернулся стан в костанайского «Тобола».

### В сборной
Сразу после принятия казахстанского гражданства Дмитренко начал привлекаться в молодёжную сборную Казахстана. В июне 2012 года он сыграл два полных матча в отборочном турнире Чемпионата Европы 2013 среди молодёжных команд против Латвии и Франции. В сентябре того же года получил вызов в первую команду страны на отборочные игры Чемпионата мира 2014 против Ирландии, где Дмитренко просидел весь матч на скамейке запасных, и Швеции, в матче с которой он дебютировал. 6 февреля 2013 года забил свой первый гол за сборную Казахстана в товарищеском матче с сборной Молдовы.

## Достижения
«Кубань»
- 2-е место в Первом дивизионе России (выход в Высший дивизион): 2008

«Астана»
- Чемпион Казахстана: 2014
- Вице-чемпион Казахстана: 2013
- Обладатель Кубка Казахстана: 2012

«Актобе»
- Бронзовый призёр чемпионата Казахстана: 2015

«Тобол»
- Бронзовый призёр чемпионата Казахстана: 2018

## Клубная статистика
| Сезон            | Клуб             | Дивизион              | Лига  | Лига | Кубок | Кубок | Еврокубки | Еврокубки | Прочее | Прочее | Всего | Всего |
| Сезон            | Клуб             | Дивизион              | Матчи | Голы | Матчи | Голы  | Матчи     | Голы      | Матчи  | Голы   | Матчи | Голы  |
| ---------------- | ---------------- | --------------------- | ----- | ---- | ----- | ----- | --------- | --------- | ------ | ------ | ----- | ----- |
| 2008             | Кубань           | ПФЛ                   | 2     | 0    | 0     | 0     | -         | -         | -      | -      | 2     | 0     |
| 2009             | Кубань           | РФПЛ                  | 1     | 0    |       |       | -         | -         | -      | -      | 1     | 0     |
| 2010             | Кубань           | ПФЛ                   | 0     | 0    |       |       | -         | -         | -      | -      | 0     | 0     |
| 2010/11          | Зимбру (аренда)  | Национальный дивизион | 10    | 0    |       |       | -         | -         | -      | -      | 24    | 2     |
| 2011/12          | Торпедо (аренда) | Второй дивизион       | 14    | 0    | 3     | 0     | -         | -         | -      | -      | 17    | 0     |
| 2012             | Астана           | КПЛ                   | 18    | 2    | 6     | 0     | -         | -         | -      | -      | 24    | 2     |
| 2013             | Астана           | КПЛ                   | 31    | 1    | 2     | 0     | 2         | 0         | 1      | 0      | 36    | 1     |
| 2014             | Астана           | КПЛ                   | 26    | 1    | 4     | 0     | 6         | 0         | -      | -      | 36    | 1     |
| 2015             | Актобе           | КПЛ                   | 16    | 2    | 3     | 1     | 1         | 0         | -      | -      | 20    | 3     |
| 2016             | Тобол            | КПЛ                   | 18    | 0    | 0     | 0     | -         | -         | -      | -      | 18    | 0     |
| 2017             | Тобол            | КПЛ                   | 11    | 0    | 0     | 0     | -         | -         | -      | -      | 11    | 0     |
| 2017             | Шахтёр (аренда)  | КПЛ                   | 15    | 0    | 0     | 0     | -         | -         | -      | -      | 11    | 0     |
| 2018             | Тобол            | КПЛ                   | 1     | 0    | 0     | 0     | -         | -         | -      | -      | 11    | 0     |
| Всего за карьеру | Всего за карьеру | Всего за карьеру      | 181   | 6    | 18    | 1     | 9         | 0         | 1      | 0      | 209   | 7     |

## В медиафутболе
26 января 2025 года медиафутбольный клуб Михаила Литвина Lit Energy объявил о подписании Дмитренко.